# Втора Пловдивска въстаническа оперативна зона
Втора Пловдивска въстаническа оперативна зона е териториална и организациона структура на т. нар. Народоосвободителна въстаническа армия (НОВА) по време на комунистическото съпротивително движение в България (1941-1944) през Втората световна война.
Втора Пловдивска въстаническа оперативна зона на НОВА е създадена през април 1943 година от Пловдивската окръжна организация на БРП (к). Зоната е разделена на шест военнооперативни района: Пловдивски, Асеновградски, Борисовградски, Карловски, Смолянски и Чирпански.. По указание на Ц.К. на БРП (к) и Главния щаб на НОВА е сформиран щабът на зоната:
- Комендант (командир) на въстаническата зона – Георги Жечев
- Политкомисар – Васил Марков
- Помощник-командир-Величко Николов[3]
- Началник-щаб – Васил Терзиев, Янко Христов
- Сътрудници на щаба – Слави Чакъров, Иван Стамов.[4]

От септември 1943 година, след гибелта на Георги Жечев, командир е Иван Радев, а политкомисар Гочо Грозев. От 27 август 1944 г. командир е Боян Българанов
Първите партизански формирования са:
- Партизански отряд „Христо Ботев“
- Партизански отряд „Васил Левски“
- Родопски партизански отряд „Антон Иванов“

След разрастване в зоната действат четири партизански бригади и бойни групи:
- Първа родопска бригада „Георги Димитров“
- Втора родопска бригада „Васил Коларов“
- Първа средногорска бригада „Христо Ботев“
- Втора средногорска бригада „Васил Левски“[7][8]